# Philibert d’Herwarth
Philibert d’Herwarth (des Marais) (* 10. September 1644 in Lyon; gestorben 30. April 1721 in Southampton) war ein französischer Diplomat.
Philibert d’Herwarth kam als Sohn des Bankiers Johann Heinrich von Herwarth und der Marie Rosine von Rehlingen zur Welt. Nach der Aufhebung des Edikts von Nantes 1685 flüchtete er in die Niederlande, später nach England. In den Jahren 1690 bis 1691 war er Gesandter des englischen Königs Wilhelm III. in Genf, wo ihm die Republik aus Angst vor Ludwig XIV. die Anerkennung als Resident (Botschafter) verweigerte, und 1692 bis 1702 bei den reformierten Orten, die er bei der Aufnahme der hugenottischen Flüchtlinge unterstützte. 1696 heiratete er in Bern Sedide Azabe von Graffenried (1674–1752), Tochter des Abraham von Graffenried, Kammerherrn des Kurfürsten von Sachsen und Mitglied des bernischen Grossen Rats. Als Königin Anne den Thron bestieg, beendete Herwarth seinen Dienst als Diplomat und ließ sich in Vevey nieder.